# Sciophila lenae
Sciophila lenae är en tvåvingeart som beskrevs av Blagoderov 1992. Sciophila lenae ingår i släktet Sciophila och familjen svampmyggor. Inga underarter finns listade i Catalogue of Life.